# Калиновка (Мариупольский район)
Калиновка (укр. Калинівка) — посёлок, входит в состав Лебединовского сельского совета Волновахского района Донецкой области, до 11 декабря 2014 года входил в Новоазовский район.
Почтовый индекс — 87600. Телефонный код — 06296. Код КОАТУУ — 1423683502.

## Население
- 1897 — 792 чел. (перепись), православных — 778 (98,2 %)
- 2001 — 929 чел. (перепись)

## История
В 2014 году село переподчинено Волновахскому району.

## Местный совет
87640, Донецкая область, Волновахский район, с. Лебединское, ул. Заводская, 3.